# Megaselia tarsodes
Megaselia tarsodes är en tvåvingeart som beskrevs av Borgmeier 1969. Megaselia tarsodes ingår i släktet Megaselia och familjen puckelflugor. Inga underarter finns listade i Catalogue of Life.